# FOMM

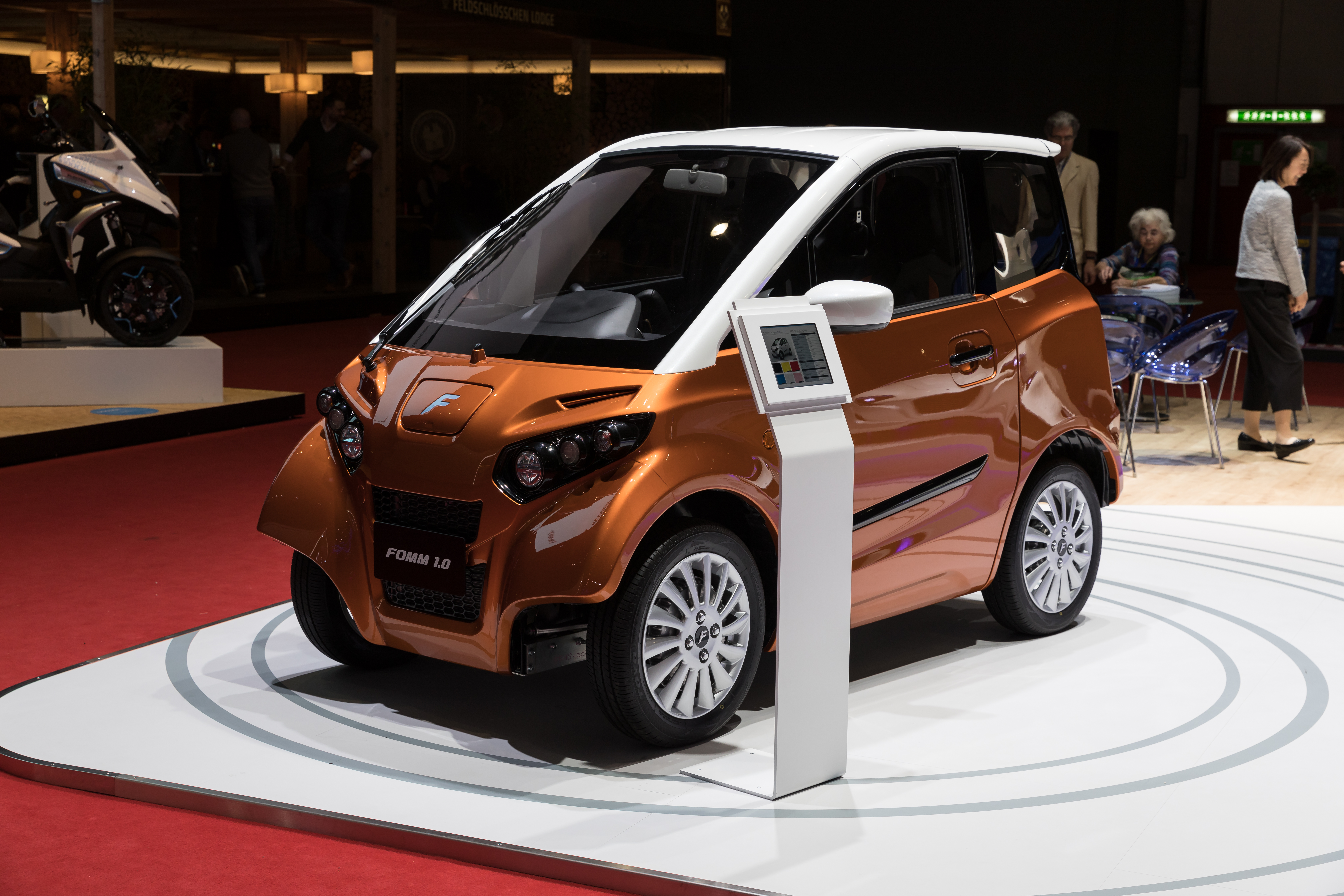
FOMM ONE（ジュネーブ国際モーターショー2018）

株式会社FOMMは日本の電気自動車(EV)ベンチャー企業。4人乗りの小型EV「FOMM ONE」を2019年よりタイで発売予定。
鶴巻日出夫はスズキに入社し二輪の設計に携わり、アラコ（現・トヨタ車体）に転職し超小型EV「コムス」の開発に携わった。その後はSIM-Driveで小型EVの開発企画を進めるが、SIM-Driveでは量産化が望めなかったため、鶴巻は独立し起業することになる。
起業のもう1つの動機は、2011年の東日本大震災である。東日本大震災では津波にさらわれて避難中の車両ごと死んだ人も大勢いた。鶴巻の母親は静岡県の海沿いに在住で震災の被害を直接には被らなかったが、脚が悪いこともあり津波に襲われた場合は「逃げない」と語っていた。そこで「水に浮く車があれば、命を救うことができるのではないか」と考え、「水に浮く電気自動車」をコンセプトにして開発が始まった。
2013年に創業。「ファースト・ワン・マイル・モビリティ」の頭文字を企業名としている。
東京大学などの協力を得て電気自動車の試作を行い、2014年にバンコク国際モーターショーで発表されたコンセプトカーが話題を呼んだ。
2017年にはヤマダ電機、船井電機と資本提携を行い、2018年のサロン・アンテルナショナル・ド・ロト（ジュネーブモーターショー）では、市販仕様車「FOMM ONE」を発表。同年のバンコク国際モーターショーでは355台の予約が受け付けられた。2019年4月には1666台の予約申し込みがあった。
日本では安川電機、四国電力などが出資を行い、タイのエネルギー大手企業バンプーもFOMMに出資している。